# Hippocampus reidi
Hippocampus reidi is een  straalvinnige vissensoort uit de familie van zeenaalden en zeepaardjes (Syngnathidae). De wetenschappelijke naam van de soort is voor het eerst geldig gepubliceerd in 1933 door Ginsburg.
Dit zeepaardje komt voornamelijk voor in de Caraïben, aan de noordkust van Zuid-Amerika en de oostkust van Brazilië en Uruguay. Deze soort is voornamelijk rood en heeft, met gekrulde staart, een lengte van 12 cm. 
De soort staat op de Rode Lijst van de IUCN als Gevoelig, beoordelingsjaar 2017.